# Lophopodella stuhlmanni
Lophopodella stuhlmanni is een mosdiertjessoort uit de familie van de Lophopodidae. De wetenschappelijke naam van de soort is voor het eerst geldig gepubliceerd in 1914 door Kraepelin.